# Alto Río Senguer
Alto Río Senguer is een plaats in het Argentijnse bestuurlijke gebied Río Senguer in de provincie Chubut. De plaats telt 1.700 inwoners.